# Red Star Football Club (Seicheles)
O Red Star Football Club é um clube de futebol com sede em Anse-aux-Pins, Seicheles. Fundado em 1993, competiu na CAF Champions League.

## Títulos
- Seychelles League: 2

1998 e 2001